# With Best Intentions
With Best Intentions ist ein Jazzalbum von Jochen Rückert. Die am 1. und 2. Mai 2022 im Loft in Köln 2022 entstandenen Aufnahmen erschienen am 26. Mai 2023 auf dem Label Colonel Beats.

## Hintergrund
With Best Intentions ist das sechste Album des Schlagzeugers Jochen Rückert; er nahm es mit Mark Turner am Tenorsaxophon, Nils Wogram an der Posaune, Joris Roelofs an der Bassklarinette und Doug Weiss am Bass auf. „Nun, ich habe schon lange versucht, Mark Turner und Nils Wogram zusammenzubringen“, meinte Rückert in einem Interview;
„sie waren die beiden Hauptpfeiler meines Musiklebens.“ Mark Turner spielte zu diesem Zeitpunkt seit über einem Jahrzehnt in seinem Quartett und der Schlagzeuger seit etwa 1994 in Nils Wograms Bands. Rückert hat fast alle Stücke speziell für diese Band geschrieben, bis auf zwei ältere, die er dafür wiederbelebt hat.

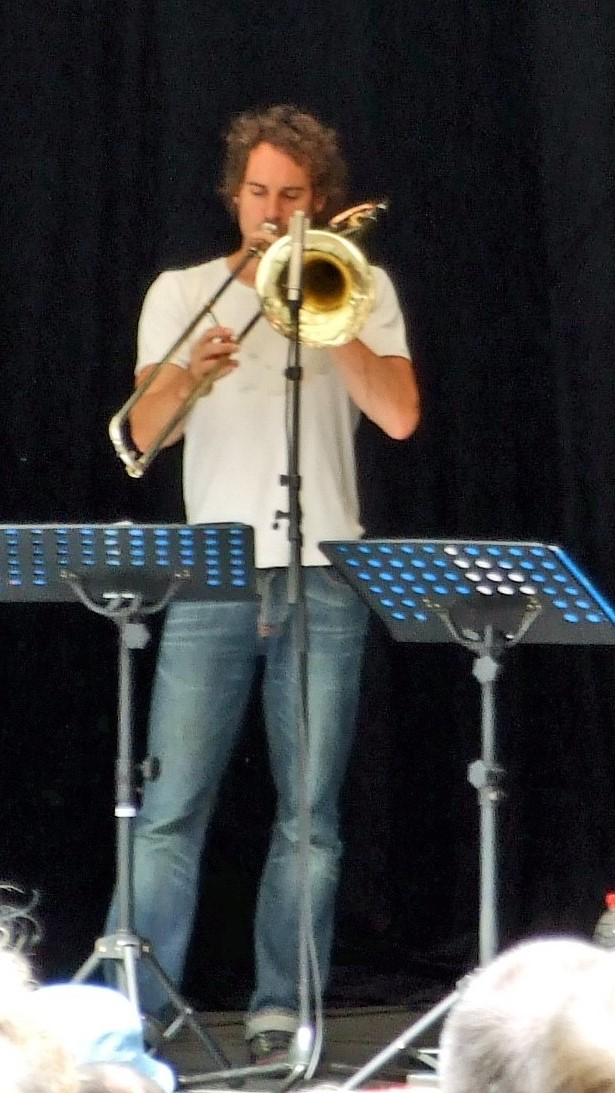
Nils Wogram mit „Big Zoom“ von Lucas Niggli (2007)

Nach vier Alben mit Gitarre, Tenorsaxophon und Bass wollte Rückert die Besetzung mit drei Blasinstrumenten und ohne Harmonieinstrument ausprobieren. „Ich weiß nicht, wie man für Trompete schreibt – Altsaxophon ist ein schreckliches Instrument – kommt also nicht in Frage – und ich höre meine Melodien eher im Tenor[saxophon]- oder Posaunenbereich, daher war es ganz natürlich, tiefer in die Bassklarinette vorzudringen, nachdem ich Joris [Reloefs] vor ein paar Jahren spielen hörte. Bassklarinette ist wie Feenstaub des modernen Jazz – man kann ihn über alles streuen, und es klingt dann besser.“
Für Rückert war es ein Lebenstraum, für eine größere Gruppe als sein übliches Quartett zu schreiben. Dieses lange vorbereitete, aber durch die COVID-19-Pandemie längere Zeit behinderte Projekt wurde schließlich schnell verwirklicht, als sich die Situation im Frühjahr 2022 wieder normalisierte.

## Titelliste
- Jochen Rückert: With Best Intentions (Colonel Beats)

1. The Dress 4:34
2. Rainbow Road 4:45
3. Catholic Mahogany 4:56
4. Unmitigated 6:10
5. Muetze Glatze 4:32
6. With Best Intentions 5:53
7. Pherothstorium 4:47
8. Double Sensotron 5:32
9. Mark of the Beast 5:55

Die Kompositionen stammen von Jochen Rückert.

## Rezeption

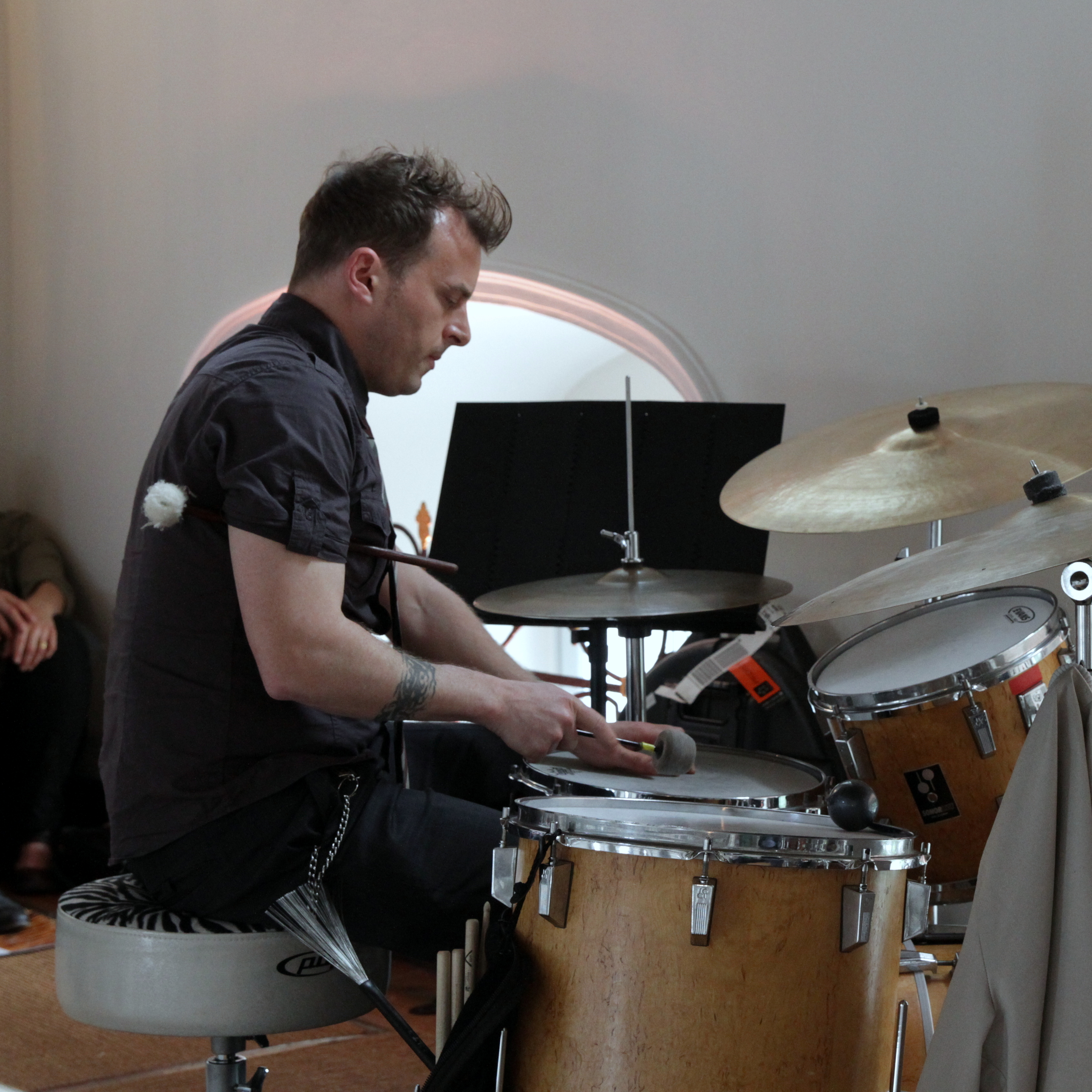
Jochen Rückert (2014)

Nach Ansicht von Dan Bilawski, der das Album in All About Jazz rezensierte, würde Rückert die Gelegenheit genießen, Klangfarben zu schaffen, die vollständig und dennoch völlig offen für die spielenden Persönlichkeiten sind. Mit dem Bassisten Doug Weiss, dessen Wahl das Ensemble abrunde, habe er einen Partner gefunden, der seine perkussiven Aktionen perfekt verankern, steuern und reflektieren kann. Als Schlagzeuger würde Rückert glänzen und sowohl zu Beginn als auch in späteren Werken wie „Pherothstorium“ den nötigen Drive liefern. Aber selbst wenn er eine Führungsposition einnehme, tue er nie etwas nur für sich selbst; Rückert sei sich vielmehr stets bewusst, was wirklich von ihm verlangt wird, um jede Komposition und Darbietung so erfolgreich wie möglich zu machen. Rückert sei ein meisterhafter Musiker, der alle Facetten des Spiels erkenne und zu seinem Vorteil nutze.
Diese Themen seien in keiner Weise dazu gedacht, der Presse oder den Kritikern zu gefallen oder auch nur den Anspruch zu erheben, eine Botschaft der sozialen Gerechtigkeit zu vermitteln, hieß es in Radio France, sondern seien einfach großartige Kompositionen eines Veteranen, der nichts zu beweisen habe.